# 1757 en architecture
| Années de l'architecture : 1754 - 1755 - 1756 - 1757 - 1758 - 1759 - 1760    |
| Décennies de l'architecture : 1720 - 1730 - 1740 - 1750 - 1760 - 1770 - 1780 |

Cet article présente les faits marquants de l'année 1757 en architecture.

## Réalisations
- Jean-Baptiste Courtonne entreprend de transformer le château de L'Isle-Adam pour le compte du prince de Conti.

## Événements
- Jacques-Germain Soufflot est choisi par le roi de France sur les conseils de Marigny pour faire le plan de l’église Sainte-Geneviève (le futur Panthéon de Paris). Marigny lui fait construire le second étage côté cour de l’aile de la colonnade du Louvre (1757-1758).
- Le charpentier Jean Ulrich Grubenmann construit un pont en bois sur le Rhin à Schaffhouse franchissant le fleuve en deux travées de 52 et 59 mètres de portée. Son frère Johannes construit pont de Reichenau d'une seule travée de 67 m.

## Récompenses
- Prix de Rome : non attribué.

## Naissances
- 20 novembre : Jean-Thomas Thibault (†1826).
- Louis Emmanuel Aimé Damesme (†1822).

## Décès
- x